# Emmendingen
Emmendingen város Németországban, azon belül Baden-Württembergben. Lakosainak száma 29 035 fő (2023. december 31.). Emmendingen Reute és Teningen községekkel határos.

## Városrészek
A következő településeket beolvasztattak Emmendingenbe:
| Kollmarsreute | Maleck | Mundingen | Wasser | Windenreute |
| ------------- | ------ | --------- | ------ | ----------- |

## Népesség
A település népessége az elmúlt években az alábbi módon változott:
| Lakosok száma | 24 722 | 27 642 | 27 882 | 28 207 | 28 856 | 29 035 |
|               | 1975   | 2017   | 2019   | 2021   | 2022   | 2023   |

## Képgaléria

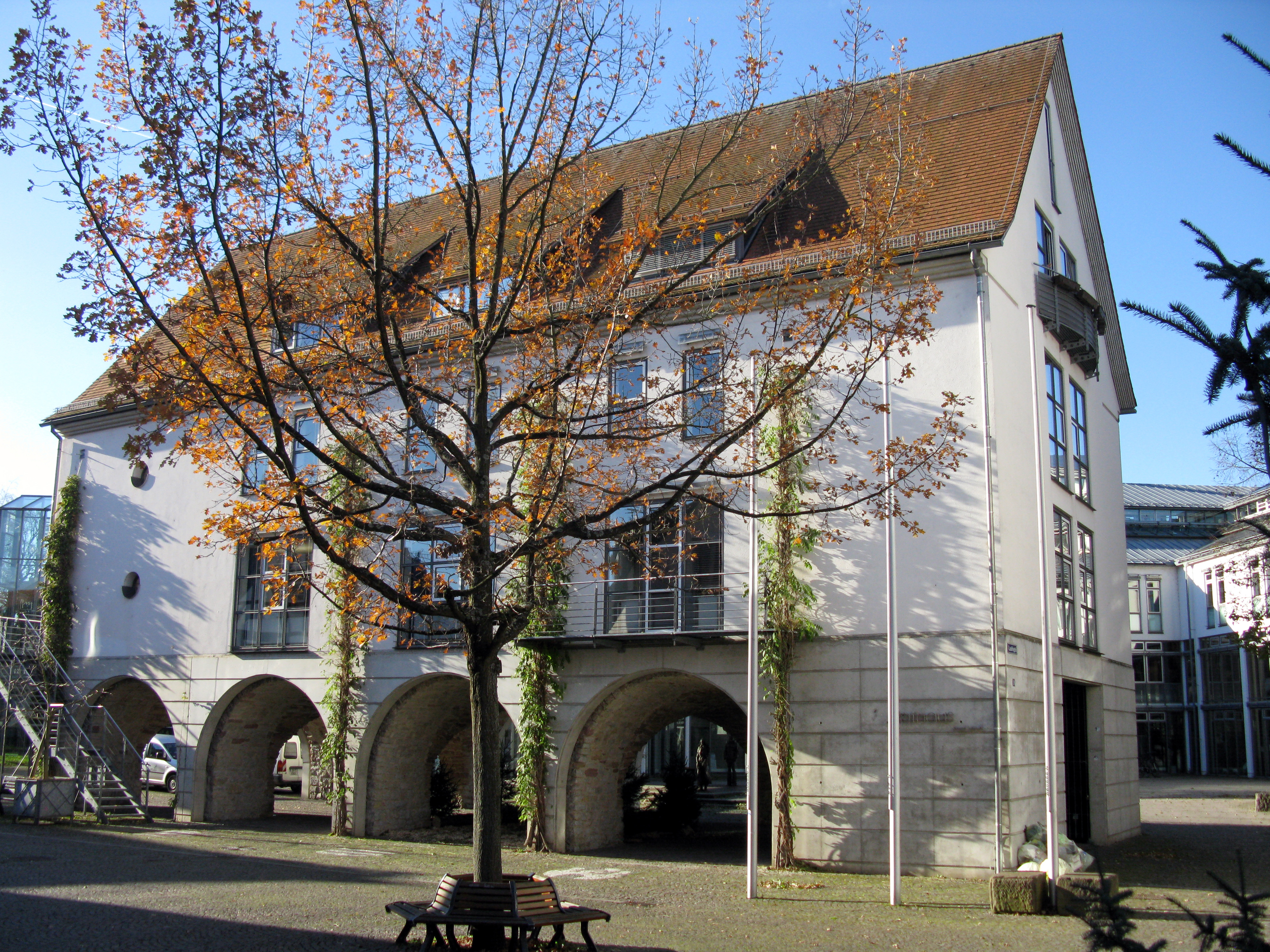
A tanácsház
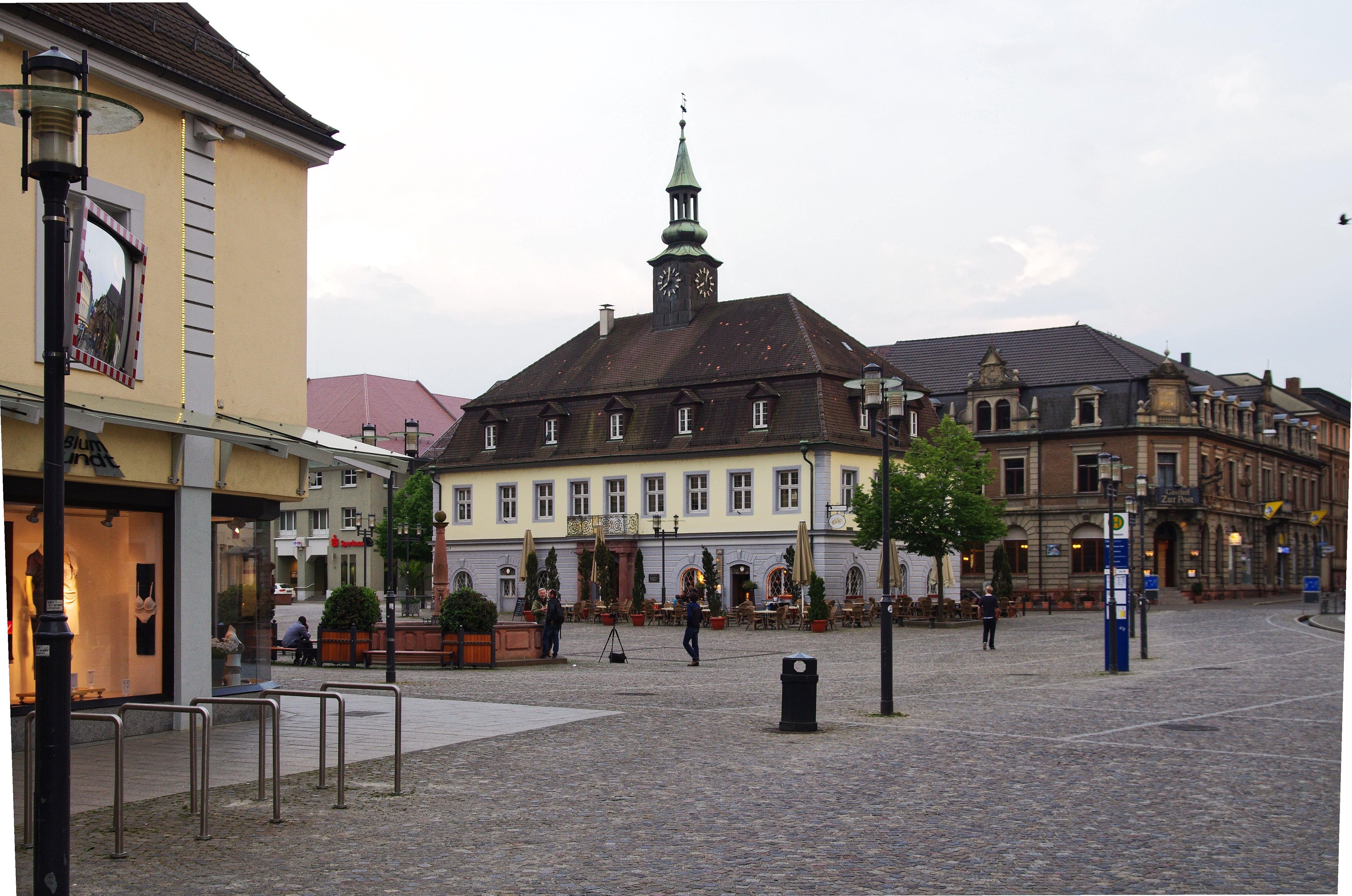
A piactér
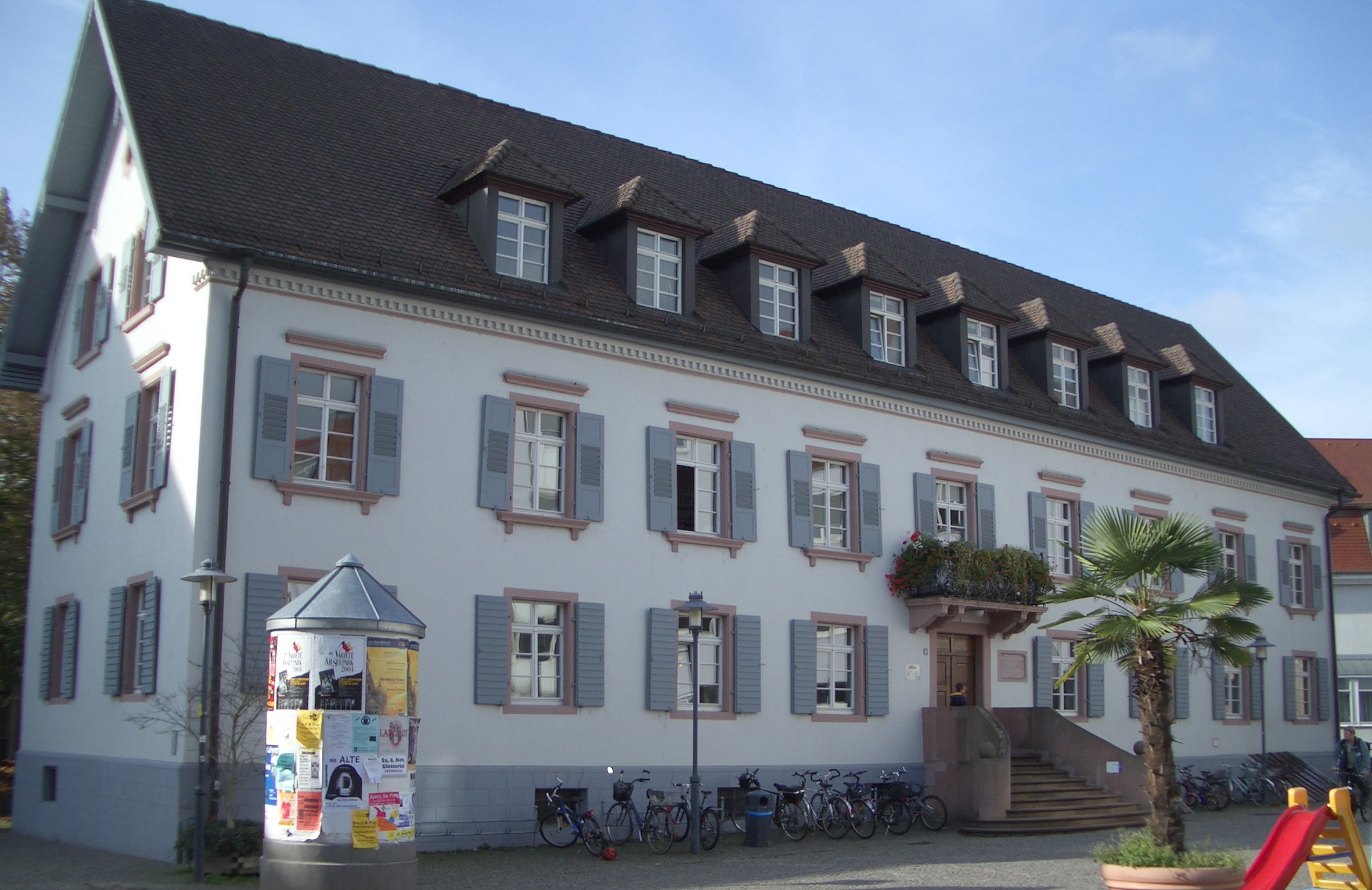
A könyvtár
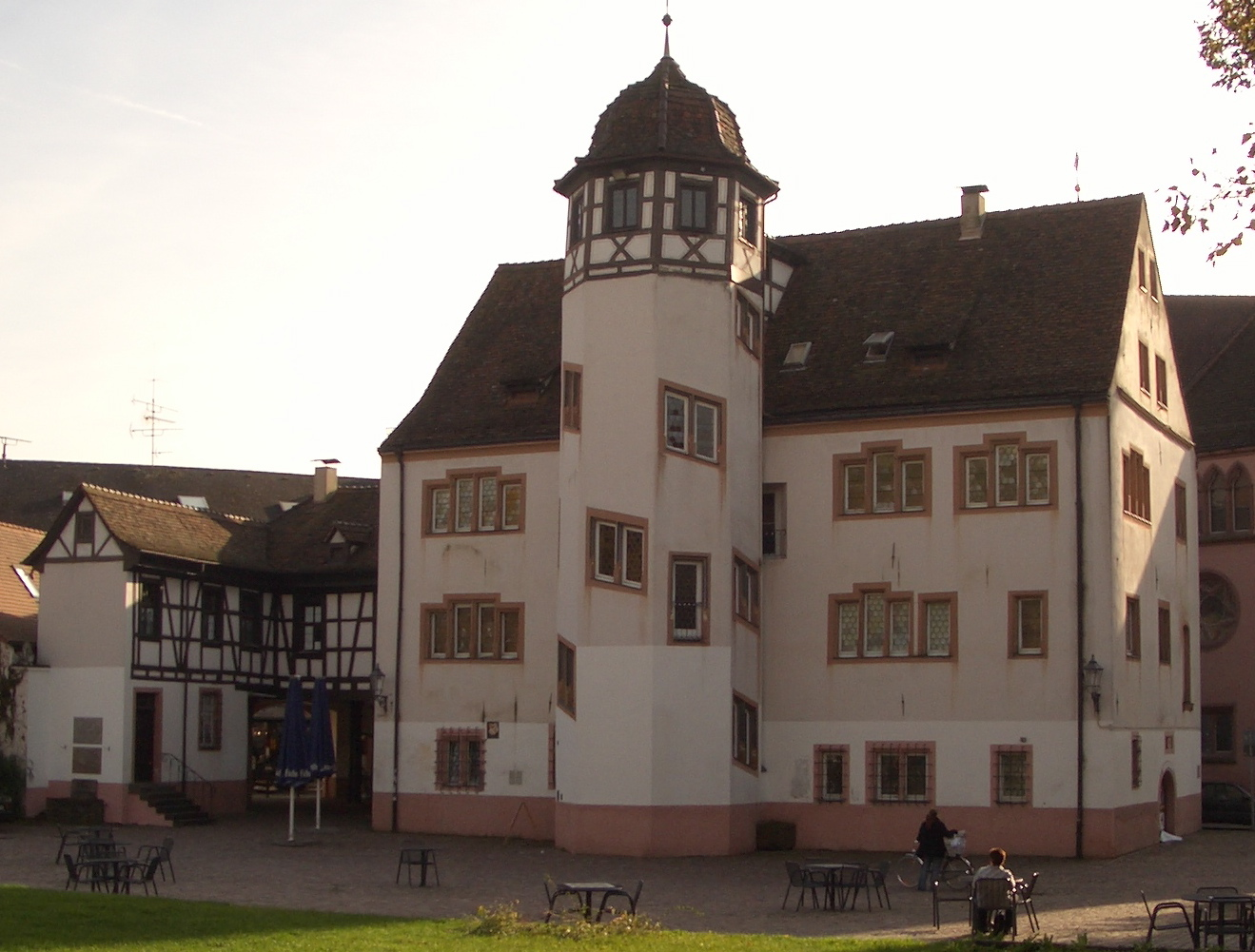
A kastély
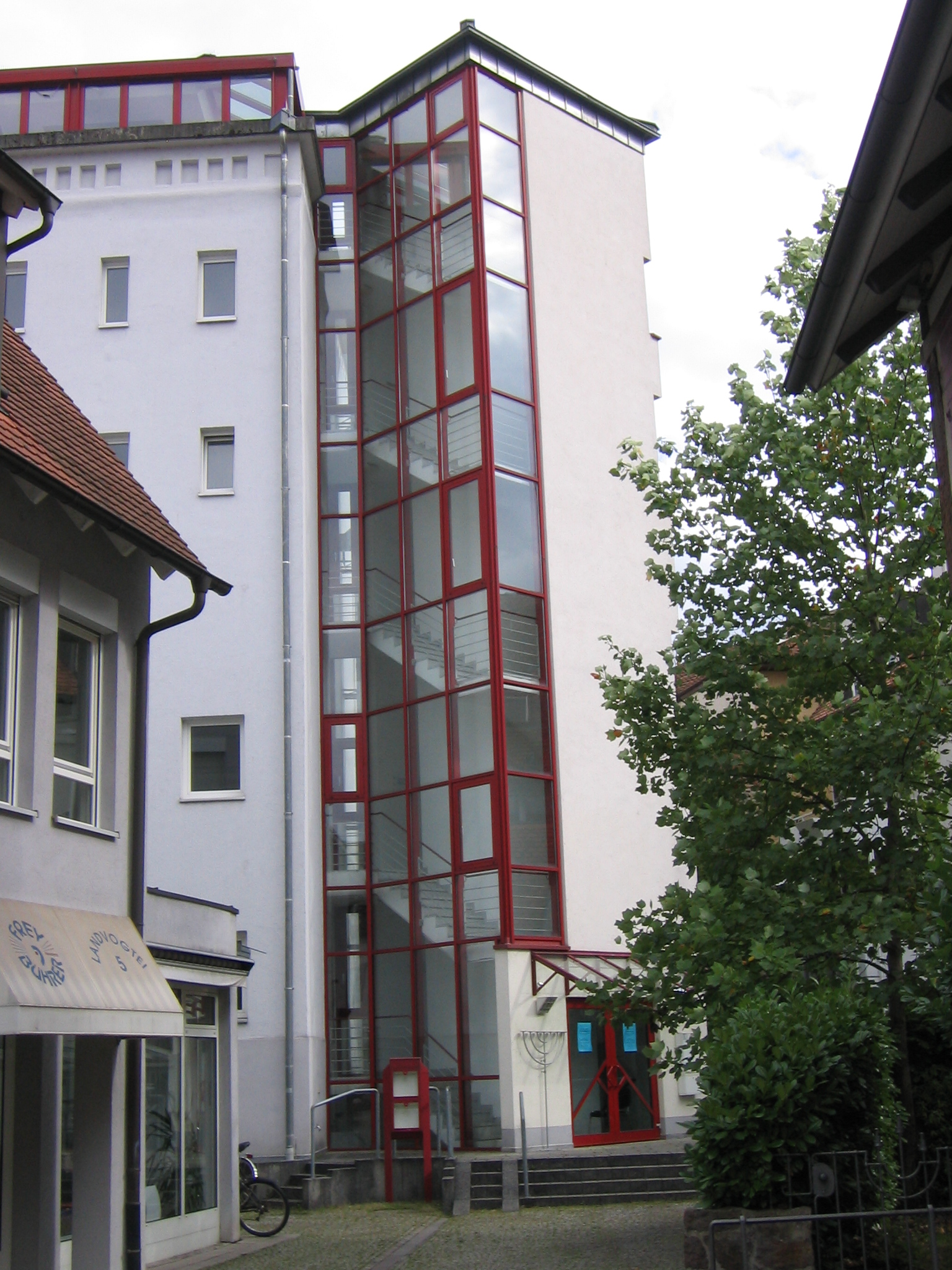
Az új zsinagóga
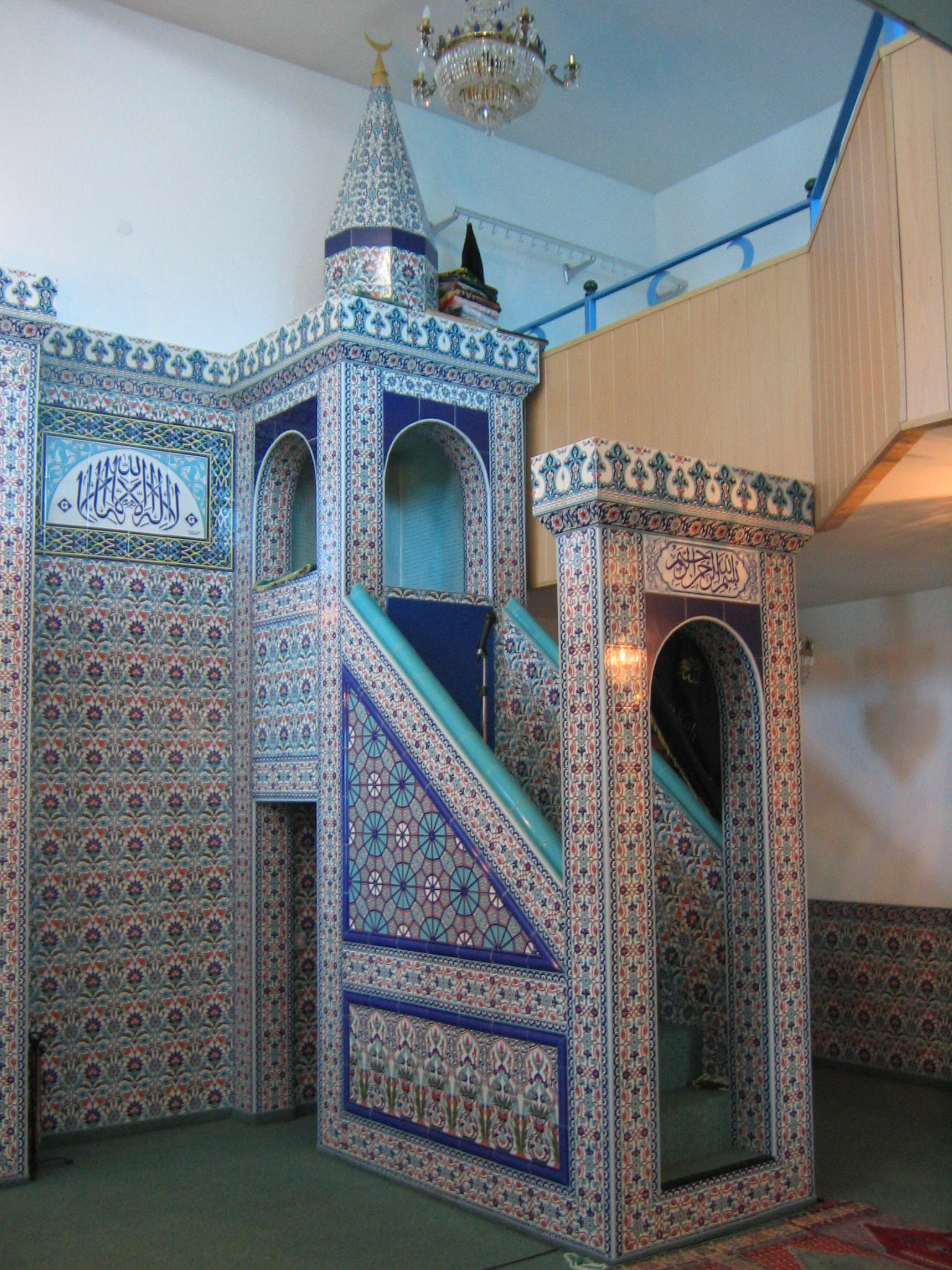
A mecset belseje